# 蒙德極小期

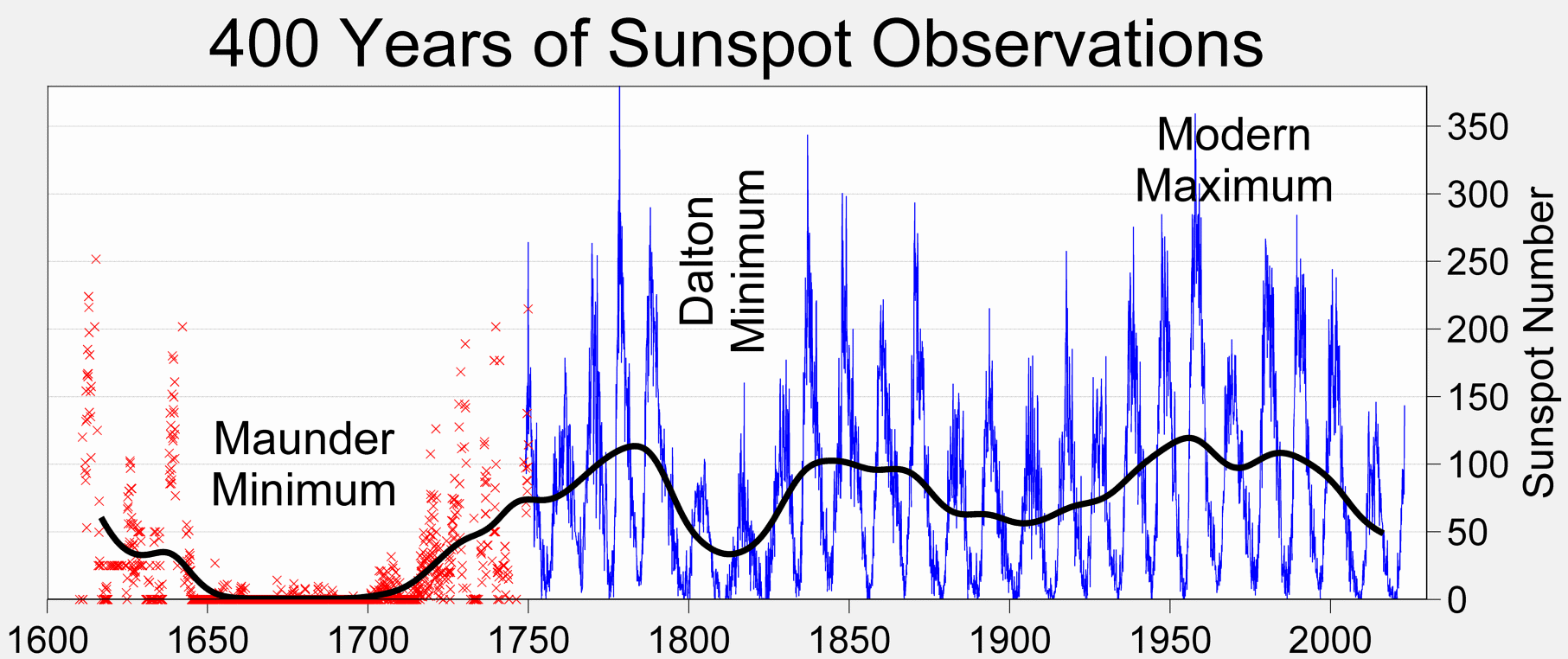
在黑子數量400年歷史中的蒙德極小期。

蒙德極小期(Maunder Minimum、)大約是從1645年至1715年，當時的觀測者注意到太陽黑子非常罕見。太陽學家愛德華·沃爾特·蒙德（1851-1928）在研究那段時期的記錄資料時，發現這段期間的太陽黑子非常稀少，因此以他的名字來命名這一段時期。以蒙德極小期內一段30年時間為例，天文學家只觀察到約50個太陽黑子，而相對於在平常的相同時段，可以觀察到40,000-50,000顆太陽黑子。

## 太陽黑子的觀察
蒙德極小期出現在1645年至1715年，相較於正常可以觀測到40,000-50,000顆太陽黑子，只觀察到50顆左右的太陽黑子。在1610年到1681年間，每10年內觀察到的太陽黑子數目如下：
| 十年期間 | 太陽黑子 |
| -------- | -------- |
| 1610     | 9        |
| 1620     | 6        |
| 1630     | 9        |
| 1640     | 2        |
| 1650     | 3        |
| 1660     | 1        |
| 1670     | 0        |
| 1680     | 1        |

在蒙德極小期的時段內，仍然有足夠多的黑子被看見，讓我們能從外推測11年週期的極大期分別是1674年、1684年、1695年1705年和1716年。
太陽黑子的活動集中在太陽的南半球，只有最後一個週期才有黑子出現在太陽的北半球。
依據史波勒定律，當週期開始時的太陽黑子會出現在較高的緯度；在極大期時太陽黑子的平均緯度是15°，然後平均值會繼續向低緯度移動至大約7°的位置。之後老週期的黑子開始消散，而新週期的黑子在高緯度區域開始出現。
這些能夠看見的太陽黑子受到太陽自轉的影響，在不同的緯度有各自的轉速：
| 太陽 緯度 | 自轉週期 （天） |
| --------- | --------------- |
| 0°        | 24.7            |
| 35°       | 26.7            |
| 40°       | 28.0            |
| 75°       | 33.0            |

因為太陽的赤道（緯度0°）與黃道有7°的傾斜，所以觀測上的可見性會受到在黃道上位置的影響。

## 小冰期

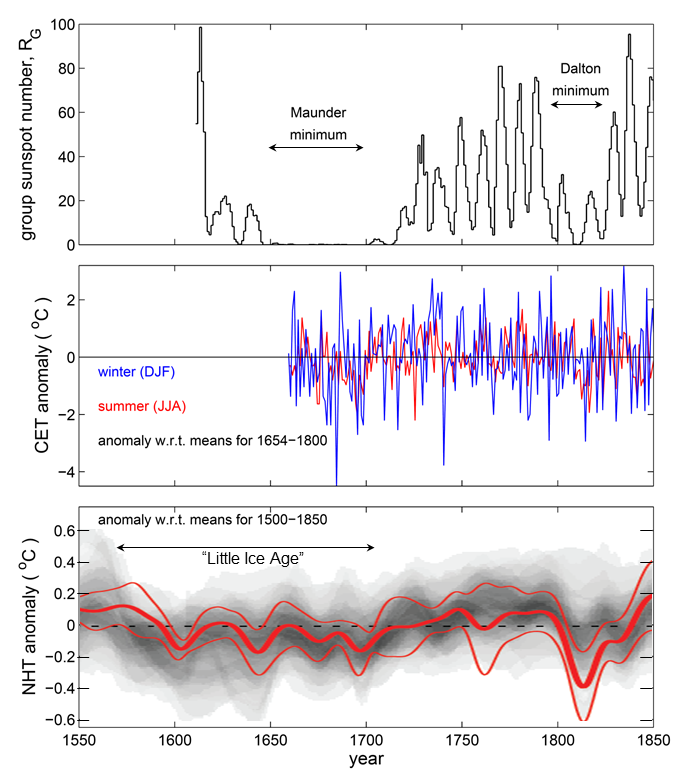

蒙德極小期與小冰期的中間 － 最冷的一段時間 － 吻合，使當時的歐洲和北美洲，或許世界上大部分的地區，都處於嚴寒的冬季。黑子活動量的降低和寒冷的冬天之間是否有關聯，仍是持續受到爭辯的題目（參見全球暖化）。

## 其他的觀測

以碳14紀錄的太陽活動。

在蒙德極小期中減弱的太陽活動對抵達地球的宇宙射線也有影響。在人工製品考古學中使用的碳定年法就必須考慮碳-14在數量變化上的結果。

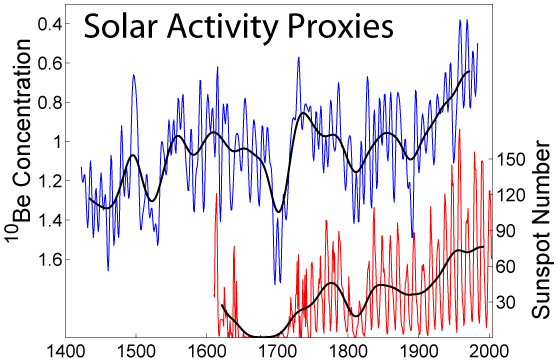
圖形中顯示太陽活動的代理者，包括太陽黑子的數量和宇宙性同位素生成的變化。

太陽的活動也影響到鈹-10的產生以及宇宙性同位素，對它們的研究可以作為太陽活動的替代者。
歷史上其他的太陽黑子極小期也直接或間接的從冰核或年輪的碳-14分析中被發現，這些週期有史波勒極小期（1450-1540）和少被提及的道爾頓極小期（1790–1820）。看起來在過去的8,000年中有18個這樣的極小期，研究顯示太陽在這段期間有四分之一的時間是在極小期的狀態下。
一篇最近發表的論文，基於對佛蘭斯帝德繪圖的分析，認為在極度小的蒙德極小期（1666-1700）時太陽的自轉速率曾減慢。
在蒙德極小期極光依然如常的被觀測到，詳細的分析已被Wilfried Schröder和J. P. Legrand等人發表（1992年）。
以蒙德極小期為基礎的論文（Eddy, Legrand, Gleissberg, Schröder, Landsberg et al.）已經在Wilfried Schröder(Ed)發行，標題為Case studies on the Spörer, Maunder and Dalton Minima。

## 進階讀物
- Luterbacher, J.; Rickli, R.; Xoplaki, E.; Tinguely, C.; Beck, C.; Pfister, C.; Wanner, H. . Climatic Change. 2001, 49 (4): 441–462. doi:10.1023/A:1010667524422.
- Soon, Willie Wei-Hock. . River Edge, N.J. : World Scientific. 2003. ISBN 978-981-238-274-0.
- What's wrong with the sun? (Nothing)
- Solar poles to become quadrupolar in May 2012 (Hinode)

## 外部連結
- HistoricalClimatology.com （页面存档备份，存于）, further links and resources, updated 2014
- Climate History Network （页面存档备份，存于）, network of historical climatologists, updated 2014